# بهاءالدین بغدادی
بهاءالدین بغدادی، محمد بن‌ مؤید بغدادی (یا بغدادکی) خوارزمی، از منشیان و مترسلان بنام سدهٔ ۶ق/۱۲م، در بغدادک از نواحی خوارزم متولد شد. بهاءالدین در دربار سلطان علاءالدین تکش خوارزمشاه (درگذشتهٔ ۵۹۶ ه‍.ق) منصب دبیری داشت). سال تولد، وفات و جزئیات زندگی او دانسته نیست. به گفتهٔ برخی نویسندگان، بهاءالدین بغدادی برادر کهتر مجدالدین بغدادی، صوفی، شاعر و نویسندهٔ اواخر سدهٔ ششم و اوایل سدهٔ هفتم هجری است. کتاب التوسل الی الترسل مشهورترین اثر اوست.

## منبع
- التوسل الی الترسل، به کوشش احمد بهمنیار، تهران، ۱۳۱۵